# 베이카 마슈
베이카 마슈(일본어: ベイカー 茉秋,1994년 9월 25일~) 혹은 매슈 베이커(영어: Matthew Baker)는 일본의 유도 선수이다. 미국인 아버지와 일본인 어머니 사이에서 태어났으며, 2016년 하계 올림픽에서 남자 미들급 금메달을 획득했다. 